# 찰스 카마티
찰스 와웨루 카마티(영어: Charles Waweru Kamathi, 1978년 5월 18일 ~ )는 케냐의 장거리 달리기 선수이다. 그는 2001년 에드먼턴 세계 선수권 대회 10,000m 경기에서 우승한 것으로 알려져있다.

## 생애 및 선수 경력
카마티는 1995년에 달리기를 시작했다. 그는 1996년에 뇨구의 Ini 중등 학교를 졸업했다. 1997년에 그는 일본의 도요타 클럽에 출마했지만, 며칠후 나중에 치은염으로 집으로 떠나야 했고 도요타는 시몬 마리아와 그를 대체했다. 카마티는 1998년에 케냐 경찰에 합류했다. 그의 2000 시즌은 햄스트링 부상으로 방해되었고 그는 2000년 하계 올림픽에서 케냐 대표팀을 관리하지 못했다.

## 세계 선수권 대회
카마티는 (모함메드 모우히트와 세르히 레비드뒤에)동메달을 획득하고 대표팀 금메달에 폴 코스게이와 패트릭 이부티를 포함한 케냐 대표팀을 이끌었다. 더 큰 성과는 2001년 세계 육상 선수권 대회에서 그를 기다렸다. 9월에 그는 네덜란드 담루프 TOP 10 마일 댐에서 경쟁하고 46:05분의 경주에서 이길수 있었다.

## 마라톤 경력

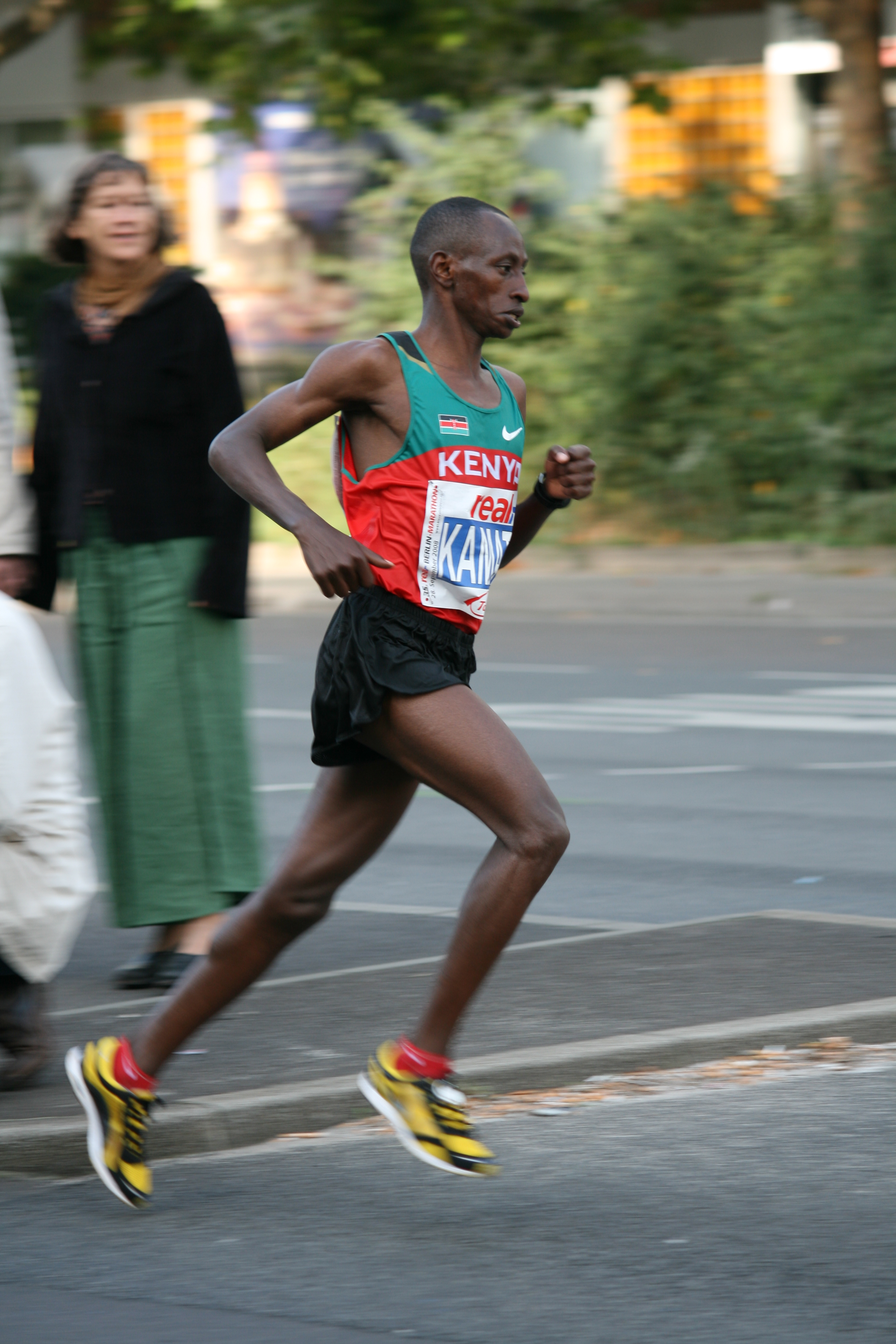
2008년 베를린 마라톤 대회에 출전한 찰스 카마티

그는 2007년 밀라노 마라톤에서 마라톤에 데뷔했고 2:11:25초로 달리면서 4위를 했다.

## 개인 생활
그는 키쿠유족 출신이다. 그의 관리자는 페데리코 코사이고 그의 코치는 가브리엘 로사이다.